# Apuliai-lemez
Az adriai vagy apuliai-lemez egy kis kőzetlemez, amely főképpen kontinentális kérget hordoz, amely az afrikai-lemezről tört le egy kréta időszaki nagy összeütközéskor. Az adriai-lemez névvel általában az északi részt jelölik. Ez a lemezrész az alpi orogén ciklusban eldeformálódott, amikor az adriai/apuliai lemez összeütközött az eurázsiai-lemezzel.
Az adriai/apuliai-lemez még ma is az eurázsiai-lemeztől függetlenül mozog észak-északkelet irányba, miközben kissé forog az óramutatóval ellenkező irányban. A két lemezt elválasztó ütközési  zóna, az Alpokon keresztülfutó Periadriai lineamens (varrat), amely az Északi- és a Déli-Alpokat választja el egymástól Tanulmányok támasztják alá, hogy az elváltozás folytatódik, az eurázsiai kontinentális kéreg kiterjedt területen az adriai/apuliai-lemez alá bukott, ami szokatlan körülmény a lemeztektonikában. Az afrikai-lemez óceáni kérge szintén az adriai/apuliai-lemez alá bukott az Appennini-félsziget partjaitól nyugatra és délre, létrehozva egy törmelékekből álló padkát, amely a tengerfenéktől a szárazföld felé terjeszkedik. Ez a szubdukció (alábukás) okozza a dél-itáliai vulkánosságot is.
Az Itáliai-félsziget keleti oldala, Szlovénia teljes területe és az Adriai-tenger az adriai/apuliai-lemezen helyezkedik el. Mezoozos (a földtörténeti középkorban, közismert nevén a dinoszauruszok korában lerakódott) üledékből képződött sziklák rakódtak le a lemezen, ideértve a Déli-Mészkőalpok köveit is.

## Fordítás
Ez a szócikk részben vagy egészben  az   Adriatic Plate című angol Wikipédia-szócikk fordításán alapul.  Az eredeti cikk szerkesztőit annak laptörténete sorolja fel. Ez a jelzés csupán a megfogalmazás eredetét és a szerzői jogokat jelzi, nem szolgál a cikkben szereplő információk forrásmegjelöléseként.